# Stanisław Fiszer (ur. 1935)
Stanisław Fiszer (też Stanislas Fiszer) (ur. 23 października 1935 w Warszawie) – polski architekt mieszkający i działający we Francji i Polsce, laureat Honorowej Nagrody SARP (2000).

## Młodość
Fiszer urodził się w Warszawie, jako syn architekta – również Stanisława (1898–1944), stąd w literaturze występuje nieraz jako Stanisław Fiszer (syn). Studiował na Politechnice Gdańskiej w latach 1953–1959. W 1963 zaczął pracę w biurze projektowym Ministra Prac Publicznych w Kambodży. W 1965 został asystentem Michela Ecocharda w Paryżu.

## Kariera
W 1973 Fiszer rozpoczął samodzielną praktykę zawodową w Paryżu. W 1988 i 1995 był nominowany do nagrody Prix de l’Équerre d’argent, a w 1992 do nagrody Grand prix d’architecture. W 1993 został przyjęty do Francuskiej Akademii Architektury. 
W latach 1972–2000 Stanisław Fiszer był profesorem tytularnym w L‘école nationale supérieure d'architecture de Nancy. Obecnie pracuje w swojej pracowni założonej w 1996 w Paryżu i oddziale Fiszer Atelier 41 założonym w 1997 w Warszawie. Od wielu lat przewodniczy jury w konkursach architektonicznych, m.in.: Międzynarodowego Biennale Architektury w Krakowie (1993 i 2001), Ogólnopolskiego Konkursu „Życie w Architekturze“ w Warszawie (1999), Fundacji Baczko i Zakrzewski w Warszawie (od 2000). Cieszy go gra w szachy, ostrygi, literatura Bruno Schulza i dzieła Stanleya Kubricka.
Eklektyczny styl Fiszera nawiązuje do dzieł wielkich modernistów, lecz traktuje je przewrotnie. Istotną rolę odgrywa u niego wybór materiału – jego naturalne właściwości, masa i faktura. Znakiem rozpoznawczym Fiszera są montowane na elewacjach odlewy ze stopów aluminium.

## Dzieła
- 1983 Dyrekcja Służb Technicznych Departamentu w Bar-le-Duc, Francja
- 1988 Gmach Archiwów Narodowych, Paryż, Francja
- 1990 Siedziba Grupy Andre, Paryż, Francja
- 1993 Teatr i mediateka w Saint-Quentin-en-Yvelines, Francja
- 1993 Zespół budynków biurowych ZAC Manin-Jaures, Paryż, Francja
- 1995 Zabudowa Placu Chalon, Paryż, Francja[3]
- 1997 Renowacja fasady siedziby Louis Vuitton/Moet Hennessey,Paryż, Francja
- 1997 Ambasada Japonii, Paryż, Francja
- 2000 budynek Giełdy Papierów Wartościowych – Centrum Giełdowe, Warszawa, Polska (z A. Chołdzyńskim)
- 2000 Termy Narodowe w Aix-les-Bains, Francja
- 2000 Centrum multifunkcyjne w Montauban, Francja
- 2001 Renowacja Teatru Wybrzeże, Gdańsk, Polska
- 2002 Budynek prefektury w Besançon, Francja
- 2003 Budynek biurowy Articom Center, Warszawa, Polska
- 2004 Hotel Parc Monceau, Paryż, Francja
- 2005 Konserwatorium muzyki i mediateka w Dreux, Francja
- 2008 Centrum sportowe w St. Maurice, Francja
- 2009 Renowacja Arkad Kubickiego, Warszawa, Polska
- 2013 Kompleks budynków biurowych „Miasteczko Orange“, Warszawa, Polska

## Nagrody
- 1993 Medal Akademii Architektury im. le Soufache, Paryż, Francja
- 2000 Honorowa Nagroda SARP, Warszawa, Polska
- 2001 Nagroda Państwowa RP Pierwszego Stopnia za wybitne osiągnięcia twórcze w dziedzinie architektury, Warszawa,Polska
- 2001 nominacja do światowej nagrody im. Miesa van der Rohe, Barcelona, Hiszpania
- 2002 Komandor Orderu Sztuki i Literatury, Paryż, Francja